# Полиция Оксфордского университета

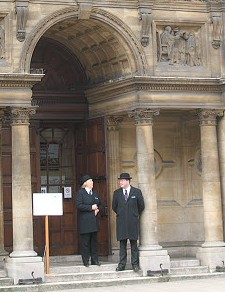
Два «офицера-проктора» за пределами экзаменационных школ в 2009 году

Полиция Оксфордского университета, или констебли Оксфордского университета (в просторечии известные как «бульдоги» или «буллеры»), была частной полицией Оксфордского университета в период с 1829 по 2003 год. Они носили ордерные удостоверения и имели право действовать в качестве полицейских на территории университета и в Оксфорде в пределах четырех миль от любого здания университета. По состоянию на 2001 год силы существовали как частные констебли (полицейские силы, не входящие в состав Министерства внутренних дел) с 40 присяжными констеблями. Они были широко известны благодаря шляпам-котелкам, которые являлись частью их униформы, и ранее в их обязанности входило патрулирование возле экзаменационных школ вместе с университетскими прокторами — должностными лицами, ответственными за дисциплину в университете. Они были упразднены Советом университета в 2003 году.

## История

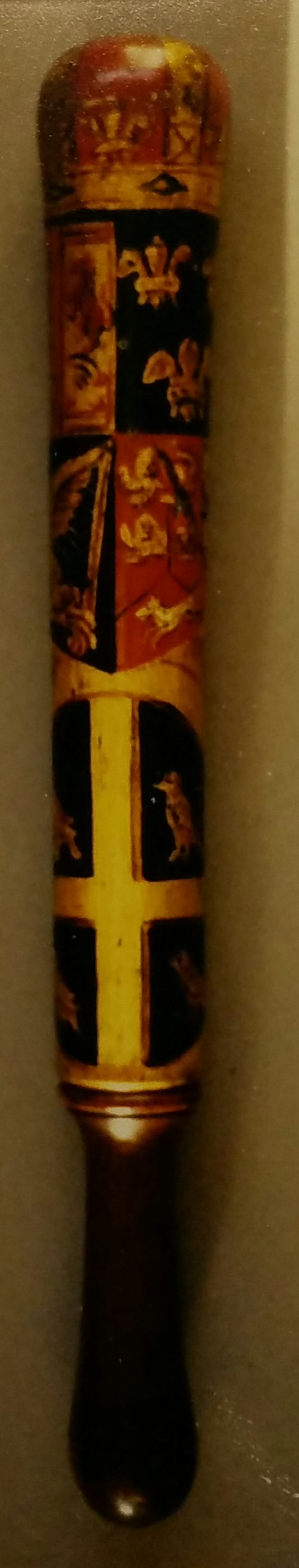
Дубинка Оксфордского университета (1717—1801)

Полномочия университета по аттестации констеблей были предоставлены Законом об университетах 1825 года, что сделало университетскую полицию одной из старейших полицейских сил в Соединенном Королевстве. В 1829 году, в тот же год, когда тогдашний министр внутренних дел сэр Роберт Пиль создал столичную полицию, вице-канцлер Оксфордского университета подписал «План создания эффективной университетской полиции», формализовав полномочия и обязанности университетских констеблей. Они находились под надзором университетских прокторов и имели дисциплинарные полномочия в отношении студентов.
До конца Второй мировой войны констебли считались in loco parentis по отношению к студентам университета, что давало им широкие дисциплинарные полномочия по обеспечению соблюдения университетских правил и норм.
В 2002 году группа местных предпринимателей Оксфорда обратилась с письмом к Эвану Харрису, местному члену парламента, с просьбой лишить констеблей полицейских полномочий в отношении граждан, не являющихся членами университета. Они утверждали, что констебли «не подотчетны никакому государственному органу», и назвали их роль «анахронизмом».
После пересмотра политики Советом университета в 2003 году университетская полиция была расформирована, когда было решено, что будет слишком дорого приводить ее в соответствие с требуемым стандартом обучения и внедрять многоуровневую процедуру рассмотрения жалоб.
Около 40 человек, входивших в состав отряда, были переименованы в «офицеров прокторов». В знак признания «выдающейся роли службы на протяжении почти 180 лет» (по словам старшего проктора), констебли не были объединены с университетским отделом службы безопасности, а остались под контролем прокторов. Согласно ежегодному отчету канцлера за 2003 год, эти члены по-прежнему могут выполнять 95 % обязанностей без полномочий констебля.
Полиция долины Темзы — территориальная полиция, отвечающая за обеспечение правопорядка в Оксфорде, включая университет.